# Джон Бенсон (тенісист)
Джон Бенсон (англ. John Benson; нар. 2 липня 1959) — колишній американський тенісист.
Найвищу одиночну позицію світового рейтингу — 279 місце досяг 26 грудня, 1979, парну — 52 місце — 4 січня, 1982 року.
Здобув 3 парні титули.
Найвищим досягненням на турнірах Великого шолома було 3 коло в парному розряді.

## Фінали за кар'єру

### Парний розряд (3 перемоги)
| Результат | W/L | Дата     | Турнір            | Покриття | Партнер    | Суперники                          | Рахунок       |
| --------- | --- | -------- | ----------------- | -------- | ---------- | ---------------------------------- | ------------- |
| Перемога  | 1–0 | Лис 1981 | Тайбей, Тайвань   | Килим    | Майк Бауер | Джон Остін (тенісист) Майк Кейгілл | 6–4, 6–3      |
| Перемога  | 2–0 | Лис 1981 | Маніла, Філіппіни | Ґрунт    | Майк Бауер | Дрю Джітлін Джим Гарфейн           | 6–4, 6–4      |
| Перемога  | 3–0 | Лис 1982 | Бангкок, Таїланд  | Килим    | Майк Бауер | Чарлз Строде Морріс Строуд         | 7–5, 3–6, 6–3 |